# AM DH-10
A AM DH-10 é uma locomotiva diesel-hidráulica desenvolvida no Brasil pela Amsted-Maxion, unidade de Hortolândia-SP para serviços de manobra ou como maquina de linha.
É uma locomotiva com potência de 1.340 HP (1.000 kW), com perfil adequado a operar em instalações industriais pesadas (manobras em portos, siderúrgicas, fábricas de cimento e terminais), podendo vir a ser utilizada em linha de cargas ou de passageiros em sistemas não eletrificados. Conta com sistema hidráulico fornecido pela Voith Turbo, motor diesel MTU, sistema de freio de Knorr-Bremse e sistema microprocessado desenvolvido pela AeS.
Pode ser operada por controle remoto, facilitando as manobras, ou internamente via joystick.